# Argyrocosma phrixopa
Argyrocosma phrixopa är en fjärilsart som beskrevs av Edward Meyrick 1897. Argyrocosma phrixopa ingår i släktet Argyrocosma och familjen mätare. Inga underarter finns listade i Catalogue of Life.